# مرشدات جمهورية الكونغو الديمقراطية
مرشدات جمهورية الكونغو الديمقراطية هي المنظمة الإرشادية الوطنية في جمهورية الكونغو الديمقراطية. تأسست في عام 1991 وأصبحت عضوا منتسبا في الجمعية العالمية للمرشدات وفتيات الكشافة في يوليو 2008. تحوي الجمعية حوالي 7784 عضوا (اعتبارا من 2008).